# 列宁格勒气田
列宁格勒气田（俄语：Ленинградское газовое месторождение）是俄罗斯的巨型天然气田，位于喀拉海的南喀拉含油气区，1992年发现。携气性与阿爾布期-森諾曼期沉积有关。
该气田是多气藏（超过10个）型，气按组成属干气，甲烷气（甲烷含量91%-99%）。凝析气只在阿普第期沉积层存在。气藏深度1700-2600米。
初始储量3万亿立方米天然气。
72°30′00″N 65°59′00″E / 72.5°N 65.983333°E